# TikTok
TikTok, u Kini Douyin (kin. 抖音; pinyin: Dǒuyīn), usluga je društvenog umrežavanja usmjerena na kratke korisničke videe. U vlasništvu je kineske tvrtke ByteDance Ltd. Videi objavljeni na usluzi dugi su od najmanje 3 sekunde do najviše 60 minuta.
TikTok je međunarodna verzija Douyina, koji je izvorno objavljen na kineskome tržištu u rujnu 2016. godine. Pokrenut je 2017. za iOS i Android na većini tržišta izvan kontinentalne Kine, međutim, postao je dostupan diljem svijeta tek nakon spajanja s drugom kineskom uslugom društvenih medija, Musical.ly, dana 2. kolovoza 2018. godine.
TikTok i Douyin imaju gotovo isto korisničko sučelje, ali nemaju međusobni pristup sadržaju. Svaki od njihovih poslužitelja temelji se na tržištu na kojemu je dostupna odgovarajuća aplikacija. Ova dva proizvoda su slična, ali obilježja nisu identična. Douyin uključuje značajku pretraživanja unutar videozapisa koja može pretraživati po licima ljudi više njihovih videozapisa i druge značajke kao što su kupnja, rezervacija hotela i izrada recenzija s geografskim oznakama. Od svojega pokretanja 2016., TikTok/Douyin je brzo stekao popularnost u Istočnoj Aziji, Južnoj i Jugoistočnoj Aziji, Sjedinjenim Američkim Državama, Turskoj, Rusiji i ostalim dijelovima svijeta. U listopadu 2020. TikTok je premašio više od 2 milijarde mobilnih preuzimanja diljem svijeta.
Bio je ugašen za korisnike u SAD-u 19. siječnja 2025. odlukom američkih vlasti. Isti je dan vraćen.